# Calceolaria borsinii
Calceolaria borsinii là một loài thực vật có hoa trong họ Calceolariaceae. Loài này được Rossow mô tả khoa học đầu tiên năm 1999.